# Agia Triada (klášter)
Agia Triada nebo také Agia Triada Tsangarolon je klášter, který se nachází v regionální jednotce Chania na ostrově Kréta v Řecku. Je to klášter řecké pravoslavné církve, je zde také muzeum. Asi 5 km od něj se nachází klášter Gouverneto. Agia Triada byl postaven v 17. století na místě bývalého chrámu. Mniši zde produkují a prodávají víno a olivový olej.
Muzeum kláštera obsahuje vzácné spisy a ikony sv. Jana Teologa vytvořené v 16. století.

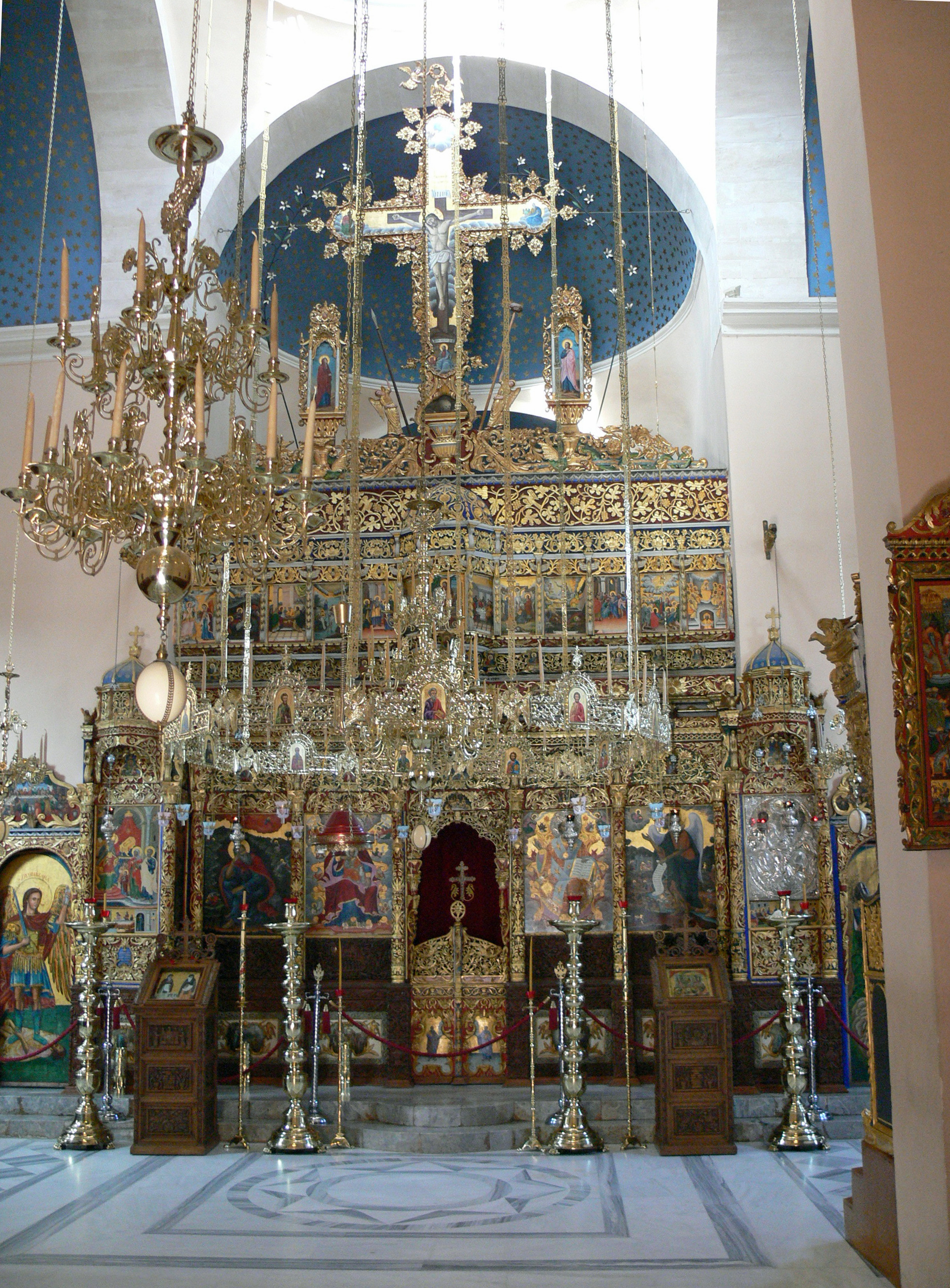
Ikonostas